# Coupe de l'UFOA 1992
Navigation
Édition précédente Édition suivante
La Coupe de l'UFOA 1992 est la seizième édition de la Coupe de l'UFOA, qui est disputée par les meilleurs clubs d'Afrique de l'Ouest non qualifiés pour la Coupe des clubs champions africains ou la Coupe d'Afrique des vainqueurs de coupe.
Toutes les rencontres sont disputées en matchs aller et retour. Cette compétition voit le sacre du Stade malien qui bat les Guinéens de l'Hafia FC en finale.

## Premier tour
| Équipe 1                    | Résultat | Équipe 2           | Aller | Retour |
| --------------------------- | -------- | ------------------ | ----- | ------ |
| ASFAPS                      | 1 - 3    | Kano Pillars       | 1 - 1 | 0 - 2  |
| Fulani FC                   | 1 - 1    | Liberté FC abandon | 1 - 1 | -      |
| Stade malien                | 3 - 2    | Old Edwardians FC  | 3 - 0 | 0 - 2  |
| disqualifié Dawu Youngsters | 4 - 1    | Asemap FC          | 2 - 0 | 2 - 1  |
| forfait Stade d'Abidjan     | -        | ASC Jeanne d'Arc   | -     | -      |

## Quarts de finale
| Équipe 1                  | Résultat  | Équipe 2        | Aller | Retour |
| ------------------------- | --------- | --------------- | ----- | ------ |
| Kano Pillars              | 2 - 2 tab | Hafia FC        | 2 - 0 | 0 - 2  |
| forfait (T) Africa Sports | -         | Stade malien    | -     | -      |
| abandon ASC Jeanne d'Arc  | 0 - 1     | Fulani FC       | 0 - 1 | -      |
| Asemap FC                 | -         | AS CNSS forfait | -     | -      |

## Demi-finales
| Équipe 1     | Résultat      | Équipe 2  | Aller | Retour |
| ------------ | ------------- | --------- | ----- | ------ |
| Asemap FC    | 1 - 1 1-3 tab | Hafia FC  | 1 - 0 | 0 - 1  |
| Stade malien | 5 - 1         | Fulani FC | 3 - 1 | 2 - 0  |

## Finale
| Équipe 1 | Résultat | Équipe 2     | Aller | Retour |
| -------- | -------- | ------------ | ----- | ------ |
| Hafia FC | 0 - 4    | Stade malien | 0 - 1 | 0 - 3  |